# Kościół św. Marii Magdaleny w Taunton
Kościół św. Marii Magdaleny w Taunton (ang. Church of St Mary Magdalene, Taunton Minster) – parafialny kościół anglikański w Taunton, w hrabstwie Somerset w Wielkiej Brytanii. Jest jednym z najstarszych budynków w Taunton, a wieża kościoła jest najwyższa w hrabstwie Somerset. 

## Historia
Podwaliny pod powstanie kościoła położone zostały prawdopodobnie w pierwszej połowie VIII wieku, kiedy ustanowiono chrześcijaństwo w Taunton. Kościół został konsekrowany jako parafialny w roku 1308 przez biskupa Winchesteru, a kształtowanie jego struktury zakończyło się w roku 1508. Wieżę kościoła wybudowano w XV i XVI wieku. Przebudowano ją w latach 1858-1862 pod kierownictwem architekta Gilesa Gilberta Scotta, a jej wysokość wynosi 50 metrów do szczytu pinakli, co czyni ją najwyższą wieżą kościelną w hrabstwie Somerset. W wieży w roku 1734 umieszczono pierwszy w mieście wóz strażacki. Na ceremonii w r. 1882 wprowadzono organy.

## Kościół
Budynek kościoła jest zbudowany w większej części z piaskowca, z malowanym wnętrzem, poza filarami tworzącymi cztery nawy. Budynek kościoła silnie kontrastuje z wieżą, którą wybudowano w taki sposób, aby nie ucierpiała na tym architektura bryły kościoła. Wieża została zaprojektowana tak, by w pełni wpisywała się w perspektywę ulicy Hammett Street. Cechą charakterystyczną wnętrza są podwójne nawy, przy czym wewnętrzne węższe niż zewnętrzne, wybudowane w różnym czasie. Arkada między dwiema północnymi nawami jest jedynym elementem starego kościoła, pochodząca z II połowy XIII wieku. W przykościelnym ogrodzie znajduje się grobowiec, prawdopodobnie pochodzący z epoki Tudorów. 